# Astragalus chodshenticus
Astragalus chodshenticus är en ärtväxtart som beskrevs av Boris Fedtjenko. Astragalus chodshenticus ingår i släktet vedlar, och familjen ärtväxter. Inga underarter finns listade i Catalogue of Life.